# 唂咕
唂咕（荷蘭唂咕）是一種香港茶餐廳飲品，味道似阿華田、美祿，又似巧克力飲品(可可亞)，但略帶苦的味道。是用純正可可粉沖水。